# Паук (пасьянс)

«Паук» в среде Windows 7

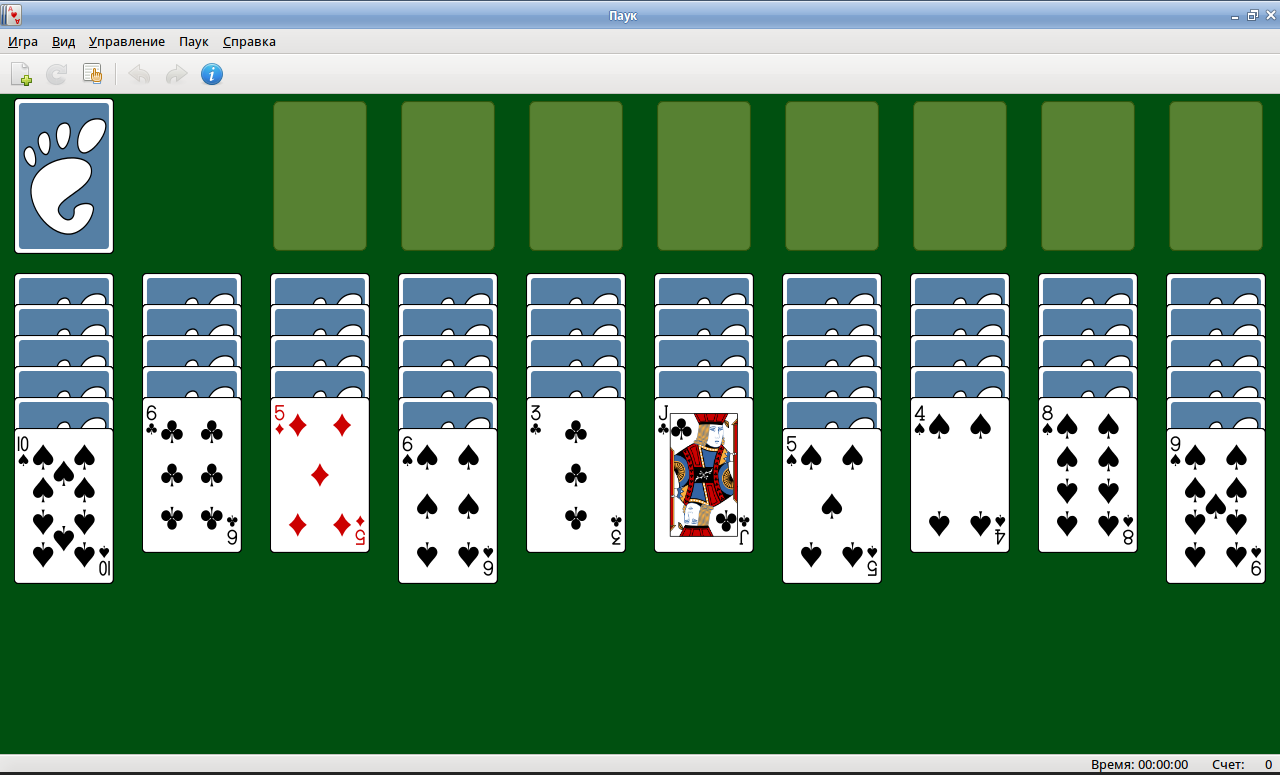
«Паук» в наборе пасьянсов Aisleriot

Пасьянс «Пау́к» (англ. Spider Solitaire) — карточный пасьянс, один из стандартных пасьянсов в комплекте операционных систем Windows.

## История
Впервые игра была включена в состав ОС Windows 98 в дополнении Microsoft Plus! и с тех пор включалась в большинство последующих версий Windows. «Паук» не был включён в Windows 2000, но был добавлен в Windows ME, а затем в Windows XP, где игра приобрела особую популярность. Windows Vista увидела новую версию «Паука», которая практически не изменилась в Windows 7. И наконец, Windows 8 имеет ещё одну обновленную версию, доступную в Windows Store как часть «Microsoft Solitaire Collection», но не в комплекте с операционной системой Windows. В Windows 10 обновлено приложение «Microsoft Solitaire Collection», которое входит в состав этой ОС.

## Правила
В игре используются две колоды карт, всего 104 карты. 54 карты разложены по горизонтали в десять столбцов, при этом отображается только верхняя карта. Остальные пятьдесят карт выкладываются в нижнем правом углу пятью стопками по десять карт, причём карты не отображаются.
- на пустое место можно переместить верхнюю карту любого столбца;
- верхнюю карту столбца можно переместить на следующую по старшинству карту, независимо от её масти и цвета;
- стопку карт одной масти, лежащих по порядку, можно перемещать как одну карту.

В горизонтальных столбцах карту можно переместить на любую другую карту в столбце, если она находится в убывающей числовой последовательности. Например, червовая шестёрка может быть положена на семёрку любой масти. Однако последовательность карт можно перемещать, только если они все одной масти в порядке убывания номеров. Например, червовая шестёрка и семёрка могут быть помещены на восьмёрку любой масти, но червовая шестёрка и семёрка треф не могут быть перемещены вместе. Перемещение верхней карты в столбце позволяет перевернуть самую верхнюю скрытую карту. Затем эта карта вступает в игру. На неё можно поместить другие карты, и её можно переместить на другие карты в последовательности или в пустой столбец.
Цель игры — раскрыть все скрытые карты и, перемещая карты из одного столбца в другой, размещать карты в последовательном порядке от короля к тузу (король, дама, валет, 10, 9, 8, 7, 6, 5, 4, 3, 2, туз), используя наименьшее количество ходов. Каждая финальная последовательность должна быть одной масти. После того, как полная последовательность достигнута, карты удаляются со стола в «дом», и к счёту добавляется 100 очков. После того, как игрок сделал все возможные ходы с текущим раскладом карт, игрок тянет новый ряд карт из одной из стопок по десять в правом нижнем углу, нажимая на карты. Каждая из десяти карт в этом розыгрыше оказывается лицом вверх в каждом из десяти горизонтальных столбцов, и игрок затем кладёт их таким образом, чтобы создать последовательность карт одной масти. Игра заканчивается выигрышем, когда все карты собраны в «дом».

## Реализации
- «Паук» (англ. Spider Solitaire) в составе операционной системы Windows, начиная с XP и заканчивая Windows 7. Имеется 3 уровня сложности. На первом все карты имеют одну масть — пики (каждая карта повторяется 8 раз), на втором все карты имеют две различные масти — пики и червы. На последнем уровне сложности придётся иметь дело с двумя полноценными колодами с 4 мастями.
- Aisleriot — набор пасьянсов.
- KPat — набор пасьянсов в составе KDE Games.

## Особенности игры
В пасьянсе «Паук» есть три уровня сложности: начальный (одна масть), средний (две масти) и сложный (четыре масти).
В пасьянсе «Паук» есть функция отмены (Ctrl+Z), которая позволяет отменить ходы. Любое количество ходов может быть отозвано назад до последнего неотвратимого хода, но каждая «отмена» вычитает единицу из счета.
Чтобы помочь игроку, клавиша H (латиницей) или M в более ранних версиях, будет выделять возможные ходы. Игрок также может отменить предыдущие ходы и попробовать еще раз. Windows отслеживает результаты для информирования игрока; их можно просмотреть, перейдя в раздел «Игра» и затем «Статистика». В Windows 7 эти результаты отображаются в обозревателе игр, если щелкнуть игру и выбрать вкладку «Статистика» на панели предварительного просмотра. В пасьянсе «Паук» есть два показателя производительности: количество выигранных игр и наилучший результат. В определенном смысле эти два показателя имеют отрицательную корреляцию: максимальное количество выигранных игр может привести к снижению количества очков за игру и наоборот.
Окончательный счет в пасьянсе Паук рассчитывается следующим образом. Начальный счет: 500 очков, и каждый ход вычитает единицу из счета. Использование функции «отменить» также вычитает одно очко из счета. Каждый раз, когда игрок может разместить всю последовательность карт одной масти по порядку (король, дама, валет, 10, 9, 8, 7, 6, 5, 4, 3, 2, туз), к счету добавляется 100 очков. Всего в игре восемь таких последовательностей, что дает максимально достижимое количество 800. Следовательно, в выигрышной игре общий счет составляет 800 плюс 500 минус количество ходов и «отмен».

## Сходимость пасьянса «Паук»
Вероятность выигрыша случайного расклада из 4 мастей приблизительно равна 30%. При этом в Windows алгоритм генерации расклада может быть не случаен.